# Onnivorismo

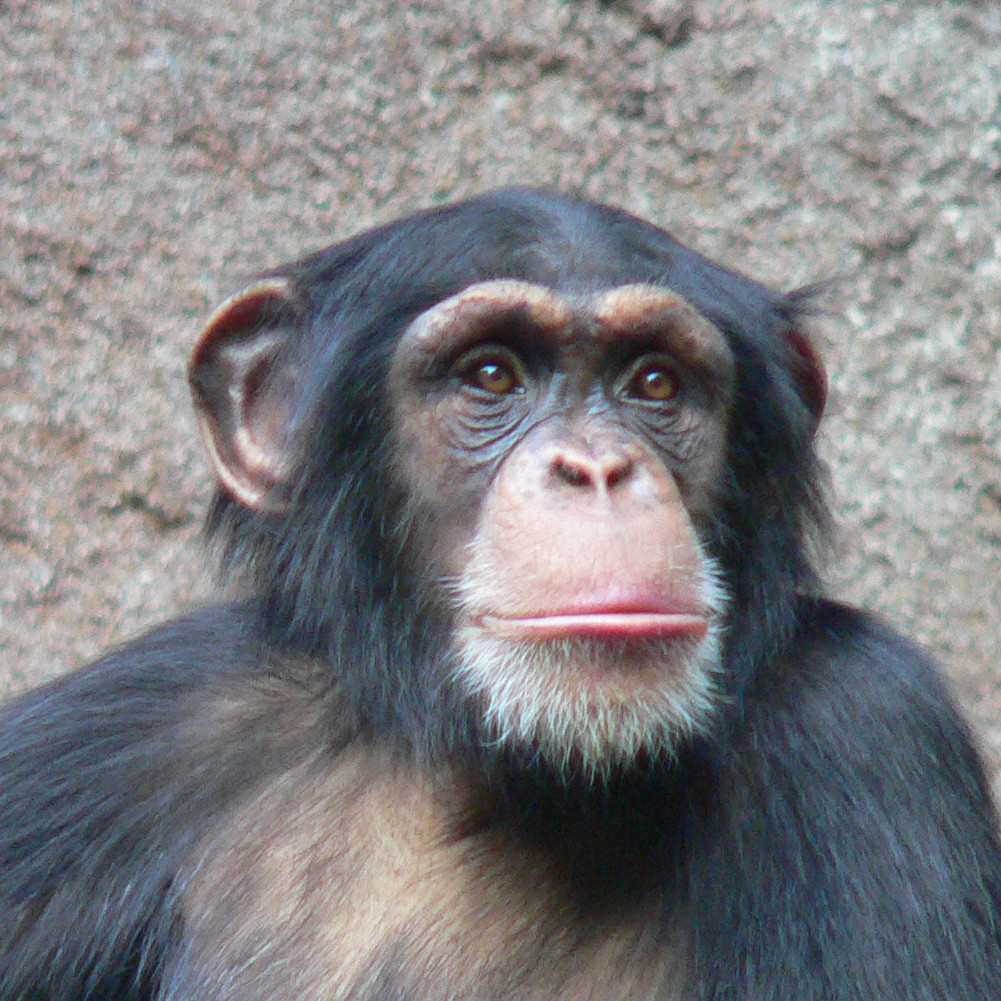
In natura gli scimpanzé si alimentano di vegetali, di insetti, di uova di uccelli e della carne di piccoli mammiferi.

L'onnivorismo è una condotta dietetica caratterizzata dalla possibilità o dalla necessità di avere nell'alimentazione, in quantità bilanciate, sia cibi di fonte animale che cibi di fonte vegetale.
Ampiamente diffuso nel regno animale, l'onnivorismo è anche la dieta di specie dell'homo sapiens.

## Etimologia

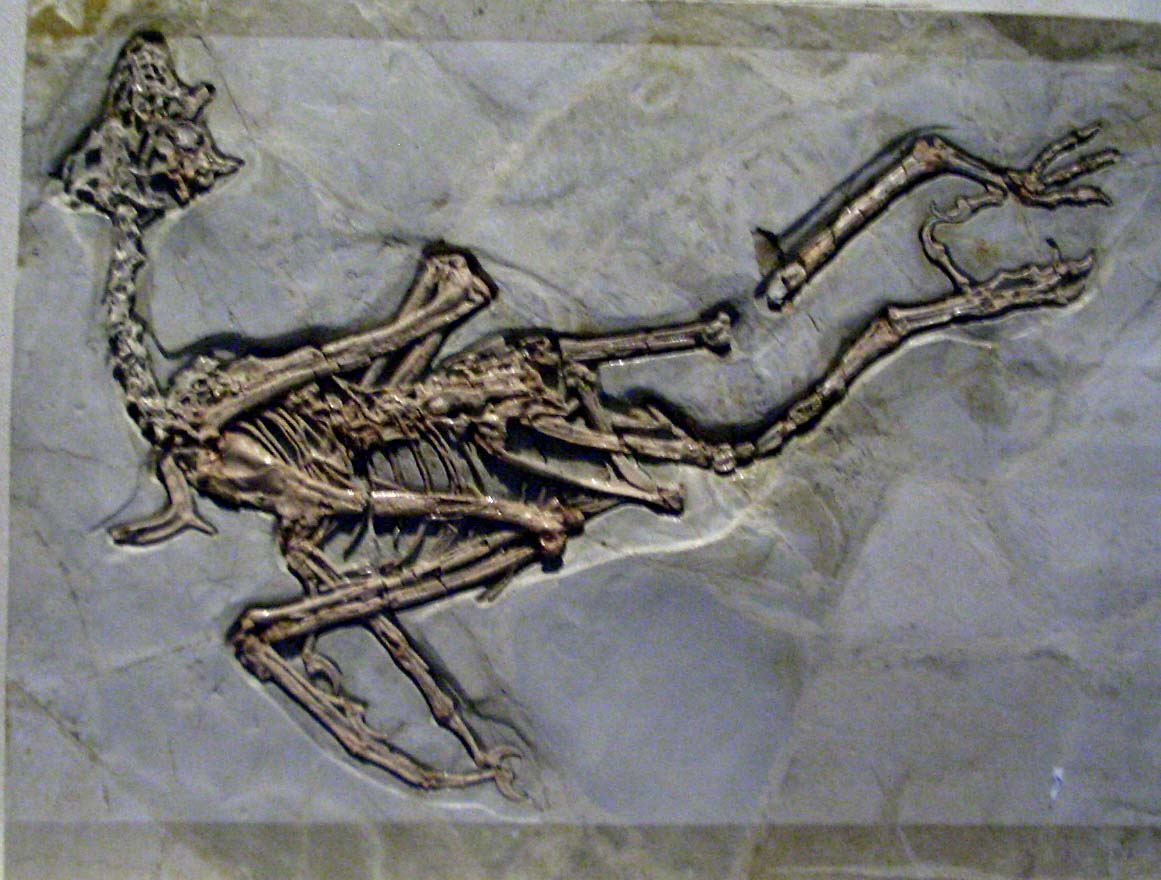
I denti dell'Omnivoropterygidae hanno portato gli scienziati a ipotizzare per questa specie una dieta onnivora.

La parola onnivorismo indica la pratica di chi è onnivoro. Il termine onnivoro deriva dal latino ed è composto dalle parole omnis ("tutto") e vorus ("mangiare").

## Onnivorismo negli animali

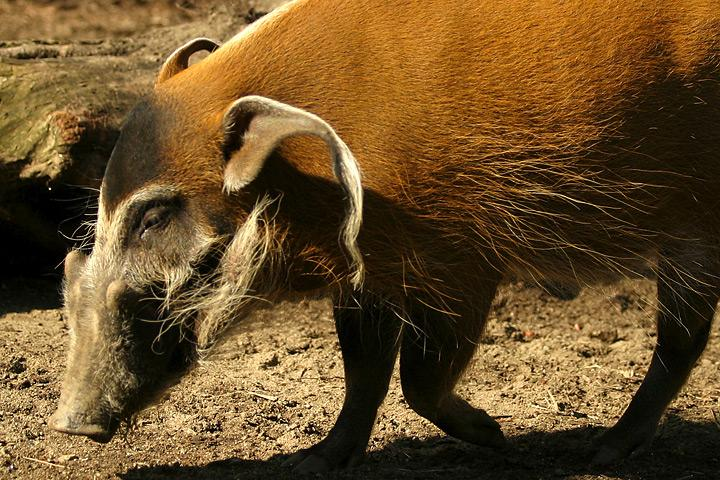
Il Potamochero è una specie onnivora.

In natura ogni specie animale occupa una determinata nicchia ecologica in un determinato ecosistema e, in rapporto a questo, presenta un determinato comportamento riguardo alla nutrizione. Alcuni animali sono caratterizzati da una alimentazione specializzata. Vi sono animali che si nutrono solo di semi, detti granivori, altri che si nutrono solo di frutta, detti frugivori, altri ancora solo di piante erbacee, detti erbivori. Gli animali che si nutrono solo di specifici alimenti possiedono apparati, organi, fisiologie ed etologie specializzati a tal fine. Se da un lato la specializzazione comporta il vantaggio di ottimizzare il rendimento alimentare della fonte da cui ci si nutre da un altro lato comporta lo svantaggio di vincolare l'individuo a quella specifica alimentazione con la conseguenza di dover adottare opportune strategie (ibernazione, migrazione, etc) per garantirsi la sopravvivenza quando quella fonte scarseggia. In natura altri animali presentano una strategia alimentare alternativa, che non prevede alcuna specializzazione per alcuno specifico alimento in particolare, o più precisamente, dispongono di una specializzazione per uno spettro alimentare ad ampio raggio. Se da un lato questo comporta lo svantaggio di ottenere un minor rendimento alimentare medio dal cibo assunto, da un altro lato comporta il vantaggio di potere mutare le fonti alimentari in funzione delle loro abbondanze relative o della loro disponibilità al variare del tempo. Questa condotta generalista riguardo alle fonti alimentari viene chiamata onnivorismo e gli animali che la adottano sono detti onnivori. L'onnivorismo è ampiamente rappresentato da numerose specie nelle classi animali e negli ecosistemi, salvo poche eccezioni. Tra i mammiferi sono onnivori il cinghiale, l'orso, il riccio, lo scoiattolo, la talpa, il topo, la volpe. Alcuni animali, pur definiti onnivori, sfuggono in realtà ad ogni tentativo lineare di classificazione. Infatti in alcune specie di invertebrati, in particolare tra gli insetti, e in alcune specie di vertebrati, in particolare tra gli anfibi e i rettili, il comportamento alimentare cambia nel corso dell'esistenza transitando, ad esempio, dall'utilizzo quasi esclusivo di fonti animali nelle fasi giovanili all'utilizzo quasi esclusivo di fonti vegetali nelle fasi adulte. Questi animali, che non sono carnivori e non sono erbivori, vengono classificati impropriamente fra gli onnivori. Un altro caso particolare è costituito dal cane domestico (Canis lupus familiaris), un animale originato dalla selezione artificiale operata dall'uomo a partire dal lupo (Canis lupus). Il cane domestico, pur appartenendo tra i mammiferi all'ordine dei carnivori, ha sviluppato per selezione artificiale degli enzimi che danno la possibilità di digerire cibi di fonte vegetale (seppur con qualche eccezione) in un intestino corto come quello dei carnivori. Per questa parziale capacità di nutrirsi non soltanto di carne, anche il cane domestico viene generalmente classificato come onnivoro. Anche l'Homo Sapiens viene classificato come specie onnivora. Infatti, sebbene l'apparato masticatorio e digestivo sia molto simile a quello delle altre specie di primati che pur assumendo cibi di fonte animale lo fanno in una quota non superiore al 6%, l'Homo Sapiens si differenzia da ogni altro primate per la stazione eretta continuativa, per un apparato fonatorio molto complesso e per il cervello più evoluto di tutto il regno animale. Queste caratteristiche hanno permesso di sviluppare efficaci tecniche di predazione ed efficaci tecniche extracorporee di premanipolazione e predigestione dei cibi che hanno reso disponibili alimenti utili alla nutrizione praticamente da quasi ogni fonte biologica presente in natura.

## Onnivorismo nell'uomo

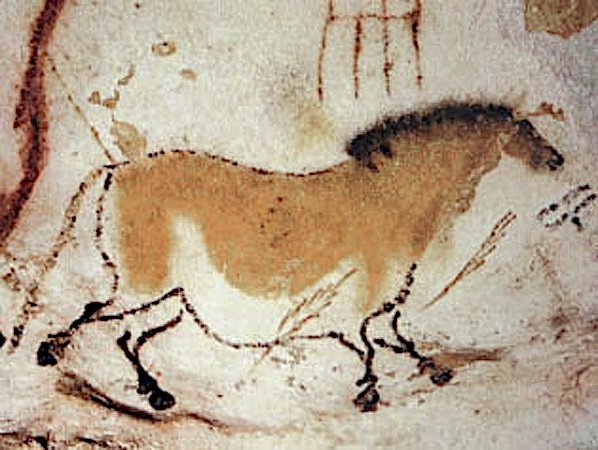
Graffiti dei cacciatori-raccoglitori di Cro-Magnon, Grotte di Lascaux.

### Caratteristiche
Il termine onnivorismo è spesso contrapposto a diete più ristrette: classico esempio la dieta vegana. Il termine pertanto è spesso utilizzato per indicare una dieta classica, senza limitazioni, in contrapposizione ad altri modelli alimentari. Mentre il termine onnivoro ha una connotazione biologica, legata alla capacità alimentari di una specie, il termine onnivorismo ha una valenza culturale, legata a delle specifiche abitudini alimentari. L'onnivorismo, essendo un regime alimentare che comprende il contemporaneo consumo di cibi di origine vegetale ed animale, consente di coprire con più facilità il fabbisogno di tutti quei nutrienti, tra cui proteine, amminoacidi, vitamine minerali ed acidi grassi, detti essenziali. Questi nutrienti indispensabili vengono così chiamati perché, non essendo l'organismo umano in grado di sintetizzarli, devono essere introdotti necessariamente attraverso la dieta. L'onnivorismo è stato l'unico regime alimentare praticato da tutte le comunità umane vissute prima della rivoluzione industriale ed oggi è adottato stabilmente dalla maggioranza della popolazione mondiale.

### L'onnivorismo nell'evoluzione umana
Durante l'evoluzione delle specie, gli ominidi hanno subito una variazione degli schemi alimentari dovuti ad una molteplicità di fattori. Dalla sua origine il genere umano è onnivoro, in grado di consumare una grande varietà di materiali vegetali e animali. Si rileva, addirittura che l'onnivorismo risale all'indietro nel tempo, accomunando panini e ominini a questa dieta, differenziandoli da altre linee evolutive. In questo senso, già dalle origini Homo è assimilato all'onnivorismo di scimpanzé e bonobo, e relativamente distante dal vegetarianismo degli oranghi.
Durante diverse fasi del paleolitico le varie specie ominine impiegavano caccia, pesca e raccolta quali fonti primarie di cibo, alternando ai vegetali spontanei le proteine animali, e precedendo nella storia evolutiva il reperimento di tali proteine tramite comportamenti saprofagi (etologia largamente diffusa in H. habilis). Si è provato che il genere Homo abbia usato il fuoco sin dal tempo della predominanza dalla specie Homo erectus che del fuoco faceva documentato uso, probabilmente anche per preparare e cucinare cibo prima di consumarlo. Secondo Lewis Binford il nutrirsi di carogne animali si è esteso a generi successivi all'habilis, coinvolgendo il cosiddetto Uomo di Pechino (H. erectus).
L'uso del fuoco è diventato comunque documentatamente regolare nelle specie H. sapiens e H. neanderthalensis. Si ipotizza, su basi scientifiche, che un motore evolutivo per H. erectus, il primo ominide documentamente in grado di cuocere i cibi sia stato costituito dal ricavare, con la cottura, più calorie dalla dieta, diminuire le ore dedicate all'alimentazione superando le limitazioni metaboliche che negli altri primati non hanno permesso un'encefalizzazione e uno sviluppo neuronale legato alle dimensioni del cervello in proporzione alle dimensioni corporee. Questo, unito ad un crescente consumo di proteine animali, documentatamente ascritto alla separazione Homo-Australopithecus, o H. habilis-H. erectus, avrebbe costituito un potente impulso evolutivo.

### Il costume onnivoro moderno
Circa diecimila anni fa, all'inizio del Neolitico, l'uomo ha sviluppato l'agricoltura e l'allevamento che hanno sostanzialmente rivoluzionato il tipo di cibo che l'uomo assume, passando velocemente ad una dieta base ricca di carboidrati amilacei da cereali, proteine vegetali da legumi e proteine animali, probabilmente in minore quantità, da latte, uova, e carne di specie allevate, lipidi da semi. Si trattava di calorie a reperibilità facilitata rispetto all'ottenimento degli stessi nutrienti dalle attività di caccia e raccolta.
La disponibilità di calorie per un sempre più elevato numero di individui ha contribuito allo sviluppo di popolazioni, città e, a causa dell'aumento della densità della popolazione, a una maggiore diffusione delle malattie infettive epidemiche, nonché a variazioni nella costituzione fisica e nei caratteri antropometrici. Progressivamente vennero introdotti nella dieta sempre nuovi cibi.
Il tipo di cibo che si consuma e il modo in cui si prepara dipende molto dalla cultura e dall'ambiente di ogni popolazione, contemplando popoli come gli Inuit, praticamente carnivori, e vasti strati di popolazioni tropicali pressoché vegetariane.
Un certo numero di persone consuma comunque cibi non cotti, altri si astengono dal consumo di carne in toto, o di alcuni tipi solamente, altri ancora non consumano prodotti derivanti da animali, e ciò per diversi motivi, quali la religione, l'etica o per motivi di salute.
Lo studio della dieta ha prodotto lo sviluppo di una vera e propria scienza alimentare. In genere, gli uomini possono sopravvivere da due a otto settimane senza cibo, a seconda del grasso depositato nel corpo. La sopravvivenza senz'acqua è invece limitata a tre o quattro giorni.
La carenza di cibo resta tuttavia un serio problema, con circa 300.000 morti per fame ogni anno. In realtà esiste anche il problema contrario alla fame, l'obesità, che nei paesi industrializzati cresce in maniera quasi epidemica, portando problemi di salute e aumentando la mortalità.
La progettazione di viaggi interplanetari all'interno del sistema solare vede nella realizzazione di una alimentazione onnivora per gli astronauti una delle maggiori sfide bio-tecnologiche da risolvere. Esistono diversi studi tra cui quelli delle agenzie spaziali statunitense e cinese per la coltivazione di piante e l'allevamento di insetti per la futura alimentazione al di fuori della terra.

### Le diete onnivore iperproteiche
Nessuna dieta umana è caratterizzata dalla totale esclusione dei vegetali. Alcune popolazioni umane però hanno sviluppato, per ragioni di sopravvivenza, delle diete sbilanciate in favore di cibi di origine animale. Diete siffatte si trovano ad esempio in quei popoli che hanno colonizzato zone della terra ostili. È il caso dei Masai e dei Tutsi, in Africa, e dei Mongoli e dei Tartari, in Asia, nomadi in territori semi-aridi perché questi ultimi non permettono l'agricoltura ma solo la transumanza del bestiame. Gli alimenti tradizionali principali di queste popolazioni sono i prodotti lattiero-caseari, come yogurt e formaggi, insieme alla carne, integrati con tuberi o altri vegetali. Il caso limite è quello degli Inuit stanziali nel circolo polare artico per i quali l'alimentazione è quasi interamente carnivora, basandosi sulle carni derivate dalla pesca dei cetacei e dei pesci, integrate con il consumo di alghe muschi e licheni.
Lo statunitense Derek Nance sostiene di avere eliminato dalla dieta ogni cibo di origine vegetale e di alimentarsi per motivi salutistici di sola carne cruda o macerata avendone tratto benefici.

### Il ruolo della vitamina B12

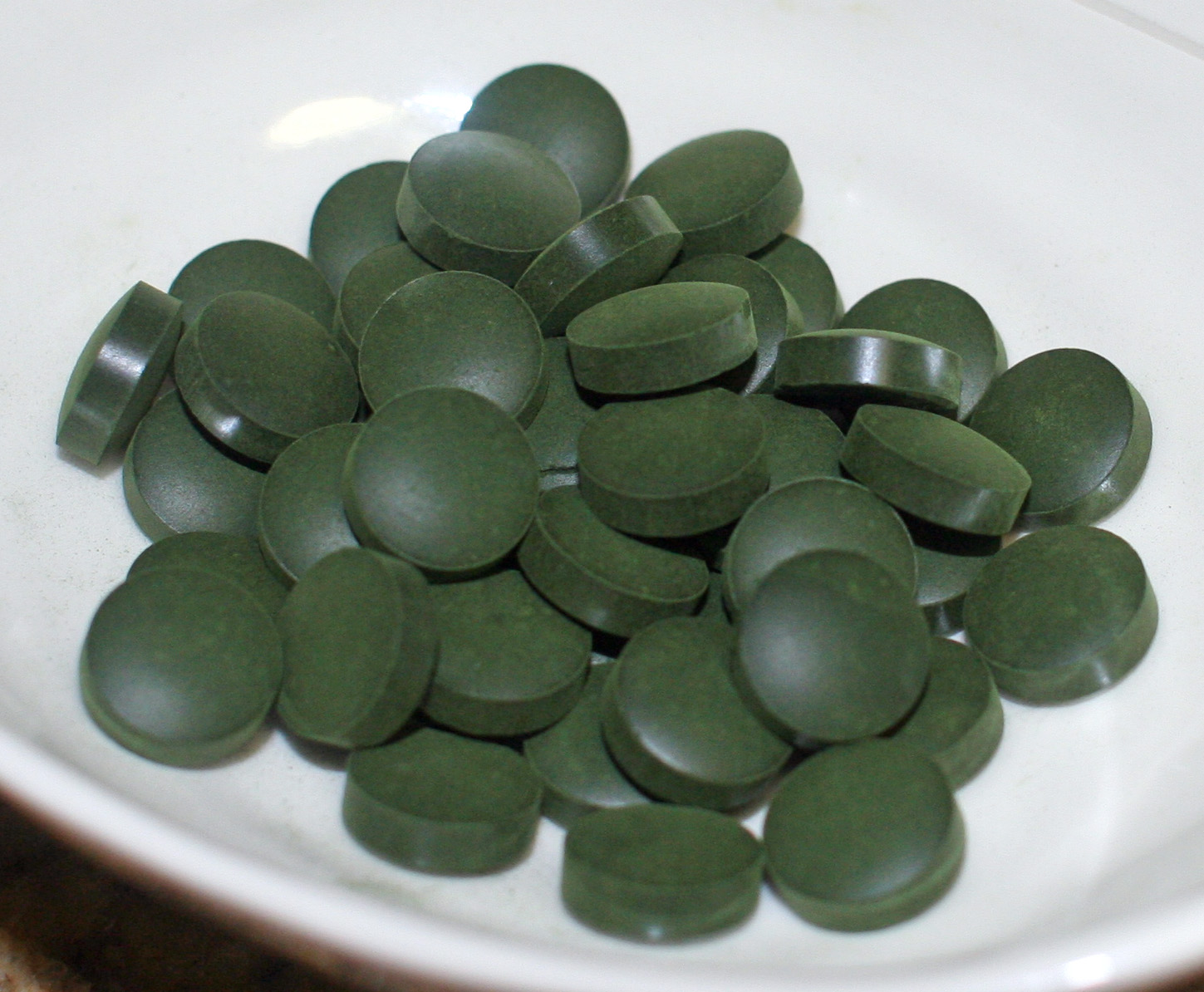
Tavolette di spirulina in commercio con analoghi di vitamina B_{12} non utili.

La vitamina B12 è prodotta in natura da solo da alcuni microrganismi (alcuni archei e batteri), viene quindi prodotta anche da certi ceppi batterici presenti nel nostro intestino. Questi batteri intestinali sono situati però in zone dove il fattore intrinseco non arriva, per cui l'assorbimento di quest'ultima è irrisorio, ma non nullo. È presente in forma biologicamente attiva nelle carni, nei latticini e nelle uova, mentre nessun cibo di origine vegetale può essere considerato una fonte affidabile di questa vitamina. Alcuni cibi vegetali vengono a volte consigliati come fonte di B12, come l'alga spirulina, l'alga klamath e altre alghe marine, contengono B12 e analoghi della B12.
Tuttavia, diversi studi hanno dimostrato che la vitamina B12  contenuta nelle alghe azzurro-verdi, come la spirulina e la klamath, risulta non biodisponibile nell'uomo e pertanto gli integratori alimentari a base di tali alghe non sono efficaci come fonte di vitamina B12.
Altri cibi proposti contengono vitamina B12 attiva ma in quantità inadeguate e per di più molto variabili, come alcune alghe che possono contenere quantità di B12  differenti a seconda del luogo di origine.
Infine, in alcuni prodotti fermentati a base di soia, come il tempeh e il miso, anch'essi a volte consigliati, in realtà questa vitamina risulta praticamente assente.
Questa forte confusione nasce dall'utilizzo di metodiche d'indagine che non sono in grado di discriminare correttamente tra vitamina B12  biologicamente attiva e suoi analoghi (biologicamente inattivi). Alcuni analoghi inoltre sono in grado di competere nell'assorbimento con la vera vitamina B12 all'interno dell'organismo, accelerando ulteriormente l'instaurarsi di una carenza. Nel tentativo di ottenere cibi vegetali fonti di B12, nel 2003 dei ricercatori dell'Università di Hiroshima hanno sviluppato metodi sperimentali per la coltivazione di piante ricche di vitamina B12.

### Il ruolo della vitamina D
Meno noto rispetto alla vitamina B12 è il ruolo della vitamina D nell'alimentazione onnivora umana. La vitamina D è un nutriente essenziale per il metabolismo dell'homo sapiens. Le fonti di approvvigionamento possibili sono due: l'assunzione attraverso la dieta alimentare, con il ricorso a cibi di origine animale, e la produzione endogena attraverso l'esposizione della cute ai raggi solari. Il diverso grado di copertura della pelle dovuto all'abbigliamento indossato e il diverso grado di efficacia della radiazione utile del sole ricevuta fa sì che per assicurare il fabbisogno di vitamina D nelle popolazioni che vivono al di sotto dei tropici prevalga la fonte solare mentre nelle popolazioni che vivono al di sopra dei circoli polari prevalga la fonte alimentare. Per gli Inuit, ad esempio, la fonte primaria di vitamina D proviene dall'alimentazione.

### Salute
Numerose evidenze mostrano che l'onnivorismo sia la migliore forma di alimentazione per il mantenimento del buono stato di salute. Infatti tanto le diete prive di fonti vegetali quanto quelle prive di fonti animali comportano gravi carenze associate ad altrettante gravi patologie. È noto, per esempio, che in passato i marinai si ammalavano di scorbuto in mancanza di cibi vegetali, fonti di adeguate quantità di vitamina C, allo stesso modo in cui, ad esempio, i vegani, privandosi di cibi di origine animale, si ammalano di anemia megaloblastica senza l'uso di integratori farmacologici, fonti di adeguate quantità di vitamina B12.